# 長谷寺 (厚木市)
長谷寺（ちょうこくじ）は、神奈川県厚木市飯山（相模国愛甲郡飯山村）にある高野山真言宗の寺院。山号は飯上山。本尊は十一面観世音菩薩で、坂東三十三観音第6番札所、東国花の寺百ヶ寺神奈川6番札所である。飯山観音とも称される。
本尊真言：おん まか きゃろにきゃ そわか
ご詠歌：飯山寺建ちそめしよりつきせぬは いりあいひびく松風の音

## 由緒
725年（神亀2年）に行基が開創したとも、弘仁年間（810年 – 824年）に空海が開創したとも伝えられる。

## 文化財
- 県指定重要文化財
  - 銅鐘
- 市指定有形文化財
  - 観音堂[2]
- 市指定天然記念物
  - イヌマキ

## 所在地
- 神奈川県厚木市飯山5605

## 交通
- 小田急小田原線本厚木駅から神奈川中央交通バスで飯山観音前下車
  - [厚18]上飯山行
  - [厚19][厚22]上煤ヶ谷行
  - [厚20][厚21]宮ヶ瀬行

## 前後の札所
坂東三十三観音
5 勝福寺 (小田原市)　--　6 長谷寺　--　7 光明寺 (平塚市)
東国花の寺百ヶ寺
神奈川5 等覚院　--　神奈川6 長谷寺　--　神奈川7 日向薬師